# 11858 Devinpoland
11858 Devinpoland è un asteroide della fascia principale. Scoperto nel 1988, presenta un'orbita caratterizzata da un semiasse maggiore pari a 3,1558444 au e da un'eccentricità di 0,1579910, inclinata di 2,17378° rispetto all'eclittica.